# Kétmintás u-próba
A kétmintás u-próba az u-próbák családjába tartozik. A próba azt vizsgálja, hogy egy valószínűségi változó átlaga két külön mintában szignifikánsan különböző-e.

## A próba alkalmazásának feltételei
A próba csak abban az esetben alkalmazható, ha a vizsgált valószínűségi változók
- normális eloszlásúak
- intervallum vagy arányskálán mértek
- populáción belüli szórásai ismertek (tehát nem a minta alapján kell becsülnünk őket), és
- függetlenek.

Ezen feltételek teljesülését a próba használata előtt ellenőrizni kell.

## A próba nullhipotézise
Nullhipotézis: a két vizsgált változó átlaga statisztikai szempontból megegyezik.
Alternatív hipotézis: a két vizsgált változó átlaga statisztikai szempontból nem egyezik meg.
A „statisztikai szempontból” kifejezés itt arra utal, hogy az eltérés a két átlag között olyan minimális, hogy pusztán csak a véletlen ingadozásnak tulajdonítható (ekkor a két átlag statisztikai szempontból azonosnak tekinthető), vagy jelentősen nagyobb, mint ami a véletlennel magyarázható (ekkor a két átlag statisztikai szempontból nem tekinthető azonosnak).
Valójában a fenti két hipotézis precíz matematikai megfogalmazása a következő:
- H0: Az X és Y valószínűségi változók várható értékei megegyeznek, (E(X) = E(Y)).
- H1: Az X és Y valószínűségi változók várható értékei nem egyeznek meg, (E(X) ≠ E(Y)).

## A próbastatisztika
A kétmintás u-próba próbastatisztikája
{\displaystyle u={\frac {{\overline {x}}-{\overline {y}}}{\sqrt {{\frac {\sigma _{x}^{2}}{n_{x}}}+{\frac {\sigma _{y}^{2}}{n_{y}}}}}}}
ahol
- {\displaystyle {\overline {x}}} az egyik valószínűségi változó átlaga a mintájában,
- {\displaystyle {\overline {y}}} a másik valószínűségi változó átlaga a mintájában,
- {\displaystyle \sigma _{x}} az egyik valószínűségi változó ismert szórása (lásd a feltételeket),
- {\displaystyle \sigma _{y}} a másik valószínűségi változó ismert szórása (lásd a feltételeket),
- {\displaystyle n_{x}} az egyik minta elemszáma és
- {\displaystyle n_{y}} a másik minta elemszáma.

## A próba végrehajtásának lépései
1. Az u próbastatisztika értékének kiszámítása.
2. A p szignifikancia-szint megválasztása. (Ez a legtöbb vizsgálat esetén 0,05 vagy 0,01.)
3. A p szignifikanciaszinttől függő up/2 érték kiválasztása a próbának megfelelő táblázatból. A táblázat jelen esetben a standard normális eloszlás táblázata, ahol azt az x értéket kell kikeresni melynél nagyobb értéket standard normális eloszlású valószínűségi változó csak p/2 valószínűséggel vesz fel. (Ez az érték p = 0,05 esetén up/2 = u0,025 = 1,96; p = 0,01 esetén up/2 = u0,005 = 2,576.
4. A nullhipotézisre vonatkozó döntés meghozása.
  - Ha |u| ≥ up/2, akkor a nullhipotézist elvetjük, az alternatív hipotézist tartjuk meg, és az eredményt úgy értelmezzük, hogy „a két mintában a valószínűségi változók átlagai szignifikánsan eltérnek egymástól (p szignifikanciaszint mellett)”.
  - Ha |u| < up/2, akkor a nullhipotézist megtartjuk, amit úgy értelmezünk, hogy „a kétmintás u-próba nem mutat ki szignifikáns különbséget a két mintában a valószínűségi változók átlagai között (p szignifikanciaszint mellett)”.

## A próba matematikai háttere
Az egymintás u-próbához hasonlóan a kétmintás esetben is azt lehet megmutatni, hogy az u próbastatisztika standard normális eloszlást követ. Részletesebben: ha {\displaystyle X} jelöli az egyik, {\displaystyle Y} a másik valószínűségi változót, {\displaystyle X_{1}}, {\displaystyle X_{2}}, … , {\displaystyle X_{n_{x}}} az egyik mintát, {\displaystyle Y_{1}}, {\displaystyle Y_{2}}, … , {\displaystyle Y_{n_{y}}} a másik mintát, valamint {\displaystyle \sigma _{x}} és {\displaystyle \sigma _{y}} rendre az {\displaystyle X} és az {\displaystyle Y} szórását, akkor az
{\displaystyle {\overline {X}}={\frac {1}{n_{x}}}\sum _{i=1}^{n_{x}}X_{i}}
és
{\displaystyle {\overline {Y}}={\frac {1}{n_{y}}}\sum _{j=1}^{n_{y}}Y_{j}}
jelöléseket bevezetve az
{\displaystyle u={\frac {{\overline {X}}-{\overline {Y}}}{\sqrt {{\frac {\sigma _{x}^{2}}{n_{x}}}+{\frac {\sigma _{y}^{2}}{n_{y}}}}}}}
próbastatisztika standard normális eloszlást fog követni. Emiatt bármilyen 0 < p < 1 esetén meg lehet határozni azt az up/2 értéket, melyre
{\displaystyle 1-p=\mathbf {P} \left(-u_{p/2}<{\frac {{\overline {X}}-{\overline {Y}}}{\sqrt {{\frac {\sigma _{x}^{2}}{n_{x}}}+{\frac {\sigma _{y}^{2}}{n_{y}}}}}}<u_{p/2}\mid H_{0}\right)=\Phi (u_{p/2})-\Phi (-u_{p/2})=2\Phi (u_{p/2})-1}
ahol {\displaystyle \Phi (x)} a standard normális eloszlásfüggvény. Ez azt jelenti, hogy ha igaz a nullhipotézis, akkor az u próbastatisztika értéke 1–p valószínűséggel a (–up/2, up/2) intervallumba esik.